# Медведовка (станция)
Медве́довка — промежуточная железнодорожная станция пензенского отделения Куйбышевской железной дороги, располагается на территории Республики Мордовия.

## Описание
Станция Медведовка расположена на однопутном участке Рузаевка — Пенза IV с электротягой постоянного тока и относится к Пензенскому региону Куйбышевской железной дороги. По характеру работы является промежуточной станцией, по объёму выполняемой работы отнесена к 5-му классу. Путевое развитие станции включает 4 пути: 1 главный (№ 1) и 3 приёмо-отправочных (№ 2, 3, 6). В чётной горловине станции расположена тяговая подстанция.
Станция включена в диспетчерскую централизацию участка Пенза — Красный Узел. Станция переведена на диспетчерское управление. Штат ДСП на станции отсутствует.
Комплексный контроль за техническим состоянием путей на станции осуществляет Рузаевская дистанция пути (ПЧ-20). Контроль за техническим обслуживанием и ремонтом устройств автоматики и телемеханики осуществляет Рузаевская дистанция сигнализации, централизации и блокировки (ШЧ-2).